# よしだたくろう オン・ステージ ともだち
『よしだたくろう オン・ステージ ともだち』は、1971年6月7日に吉田拓郎（当時はよしだたくろう）がリリースしたライブ・アルバムである。ELEC–2002。
収録された場所や日時は明記されていないが、1971年3月に東京厚生年金会館で行われたコンサートの模様を収録したものでないかといわれる。

## 背景
本アルバムは拓郎のコンサートでの軽妙なしゃべり（MC）をエレックレコードがアピールすべくライブ盤として出したといわれる。この中には自作曲のほかに拓郎自身が歌いたいと希望した斉藤哲夫の「されど私の人生」も取り上げている。 
アルバムには曲の合間のMC（当時"シャベリ"などと呼ばれた）がたっぷり入っており、当時のフォーク・シンガーのステージはこういうスタイルが多かったが、それをそのまま収めてライブ・アルバムとして出すのはまだ珍しかった。また拓郎の独特の口調「○○でアリマス」等の言い回しもよく流行り。当時の学園祭では曲ばかりか、このMCまで丸ごとコピーする者もいた、ステージングに於いても草分けといわれる拓郎であるが、口調や内容がいかにも若く、今となっては気恥ずかしい部分も少なくないが、当時のコンサートがどのように進行されていたのか、がよく分かる一枚である。
拓郎はライブ（アルバム）で新曲を披露（収録）するという手法をしばしば採っているが、この初ライブアルバムでは「おろかなるひとり言」「もう寝ます」「私は狂っている」「何もないんです」「夏休み」「ともだち」の6曲が初収録となる。
エレックレコード創業者・永野譲は「拓郎がエレック在籍時にリリースした『青春の詩』『よしだたくろう オン・ステージ ともだち』『人間なんて』の3枚は全て30万枚以上を売り上げ、当時のアルバムセールスとしては異例の売上げだった」と証言している。

## 収録曲
- 全作詞・作曲：よしだたくろう（特記以外）

1. おろかなるひとり言
2. マーク II
  - ファーストシングル「イメージの詩」のB面
3. もう寝ます
4. 老人の詩
作詞：よしだたくろう・井口よしのり
  - シングル「青春の詩」の替え歌
5. 私は狂っている
6. 何もないのです
7. やせっぽちのブルース
  - アルバム『青春の詩』に収録
8. されど私の人生
作詞・作曲：斉藤哲夫
  - 斉藤哲夫の曲のカバー。ライブバージョン以外は存在しない。
9. わっちゃいせい
作詞・作曲：レイ・チャールズ
  - レイ・チャールズの曲のカバー。
10. 夏休み
11. 面影橋
作詞・作曲：及川恒平
  - 六文銭の曲のカバー。
12. イメージの詩
ファーストシングル曲
13. ともだち
  - シングル「今日までそして明日から」のB面。

## 演奏者
- 井口よしのり（ベース、コーラス）
- 田辺かずひろ（リードギター、コーラス）
- よしだたくろう（ボーカル、ハーモニカ、ギター）

## 評価
『新譜ジャーナル』は1972年10月号で「オリジナル・フォークレコード・コレクション」という特集を組み、28枚のフォークソングの名盤（オリジナル盤）を選び、本アルバムをその一枚に選定。「吉田拓郎が人気の頂点にのぼりつめる一つ前の作品で、ここには以降の彼のアルバムにはない、生々しい野心と、奇妙に乾いた現代的な詩情がうず巻いている。曲目も揃っており、多分今でも彼はこのアルバムに収録されている"うた"を歌うに違いない。しかし彼のこのアルバムに見られる、一つの青春の記録は復元できない重みを持っている」などと評している。